# 1778 au Québec
Cet article traite des événements survenus en 1778 au Québec. 

## Événements

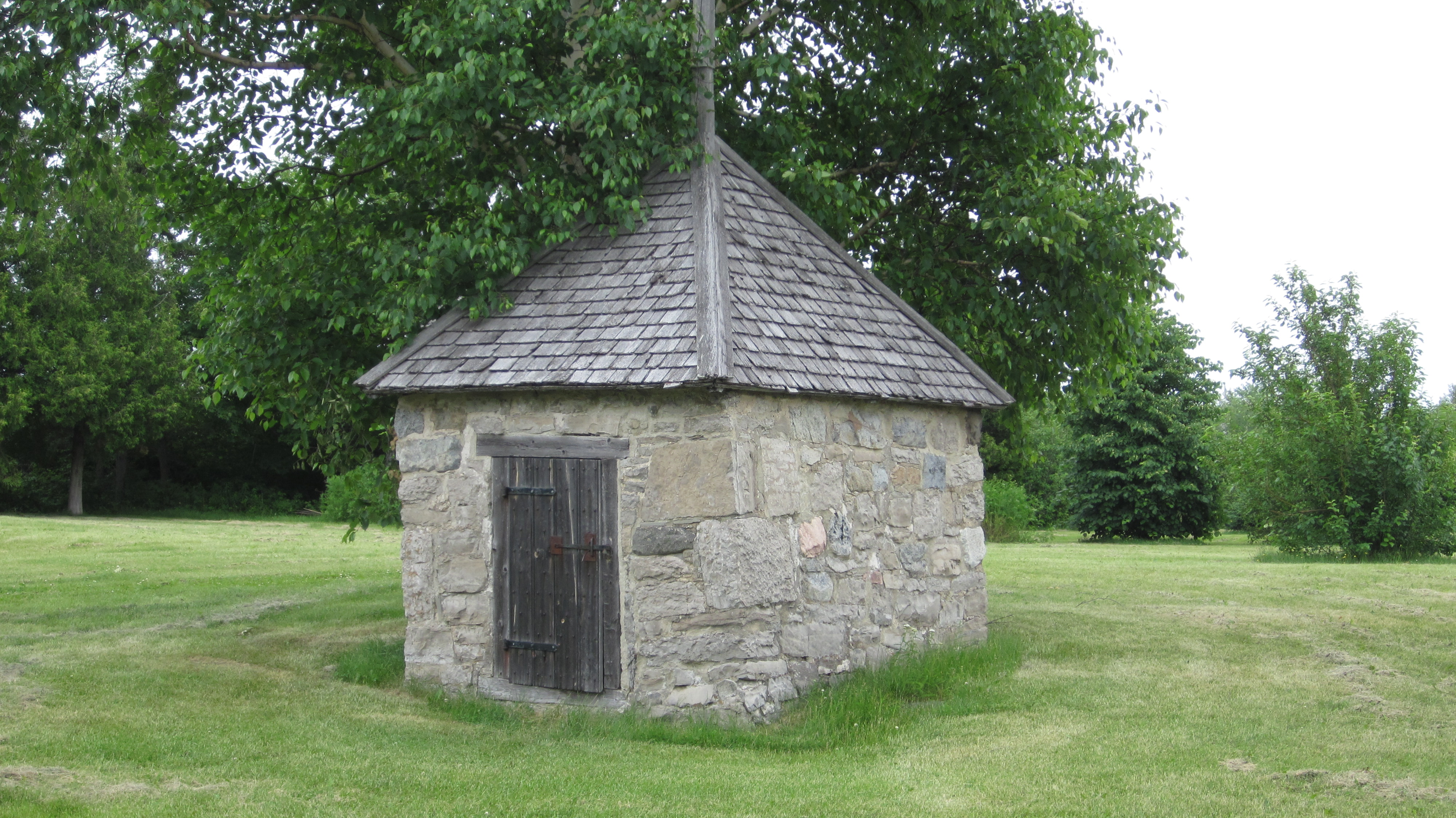
Poudrière du poste de la Métabetchouane construit en 1778

- 3 juin : Fleury Mesplet fit paraître un premier journal francophone nommé La Gazette du commerce et littéraire.
- 27 juin : Frederick Haldimand, nommé gouverneur de la province de Québec en remplacement de Guy Carleton, entre en fonction[1].
- Août : raids de pirates américains sur la côte du Labrador[2]. Deux navires s'attaquent aux postes de pêche et de traite des fourrures. Ces événements sont relatés par George Cartwright.
- 28 octobre, Québec : publication d’un manifeste par l’amiral français Charles-Henri, comte d’Estaing, dans lequel il propose aux « Français d’Amérique » se s’allier aux États-Unis[3]. Distribué clandestinement et affiché à la porte de quelques églises, le manifeste provoque l’ire du nouveau gouverneur Haldimand.
- Automne : Christopher Carleton effectue des raids (en) avec succès le long du Lac Champlain contre les américains du Vermont et de New-York.
- À la suite de l'intervention de la France dans la Guerre d'indépendance des États-Unis, des soldats de la Nouvelle-Écosse s'emparent de Saint-Pierre-et-Miquelon et y déportent la population.
- L'explorateur Peter Pond franchit le « Methye Portage » ou « Portage La Loche » et atteint le lac Athabasca[4]. Il ouvre aux pedlars de la Compagnie du Nord-Ouest le chemin du bassin du Mackenzie, du Grand lac des Esclaves, de la rivière de la paix, le cours supérieur de l’Athabaska et du Petit lac des Esclaves.

## Naissances
- 16 février : John Colborne, militaire et lieutenant gouverneur du Haut-Canada.
- 12 avril: John Strachan, évêque anglican.
- 23 avril : John Harvey, lieutenant-gouverneur.
- 8 novembre : Joseph Signay, archevêque de Québec.
- 19 novembre : Charles-Michel d'Irumberry de Salaberry, militaire.
- David Willson, chef religieux.

## Décès

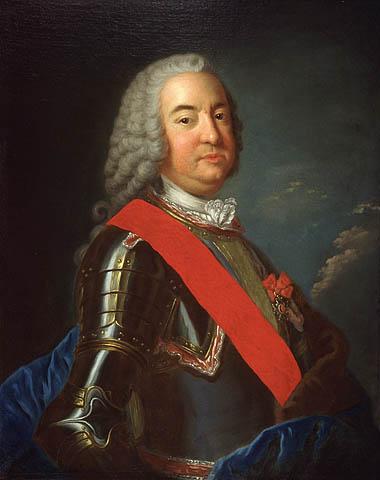
Marquis de Vaudreuil

- 12 janvier : François Bigot, dernier intendant de la Nouvelle-France.
- 28 février : Jean-Claude Panet, notaire.
- 12 mai : Paul-Joseph Le Moyne de Longueuil, gouverneur de Trois-Rivières.
- 4 août : Pierre de Rigaud de Vaudreuil, dernier gouverneur de la Nouvelle-France.
- 17 septembre : Michel-Ange Duquesne de Menneville, gouverneur de la Nouvelle-France.